# Georges Krins
Georges Alexandre Krins (París, 18 de marzo de 1889 - en el Océano Atlántico, 14 de abril de 1912) fue un violinista belga, miembro de la orquesta del Titanic.

## Biografía
Georges Alexandre Krins nace en el III Distrito de París el 18 de marzo de 1889, de Auguste Adolphe Krins, nativo de la ciudad belga de Spa, y su esposa francesa Louise Clémentine Petit. Era de nacionalidad belga. En 1895, regresaron a Spa, donde sus padres abrieron una mercería, y allí aprendió a tocar el violín.
Después de sus estudios en el Conservatorio Real de Lieja de 1902 a 1908, comenzó su carrera musical en Spa antes de entrar como primer violín por una temporada en el Trianon-Lyrique en París, y después en el hotel Ritz de Piccadilly en Londres. Fascinado por las Guerras napoleónicas, quiso ingresar en el ejército, pero su familia lo empujó a escoger la marina comercial. En abril de 1912, fue contratado por CW & FN Black como violinista a bordo del RMS Titanic; fue su primer y único destino en el mar.
Georges Krins pereció en el naufragio del Titanic; su cuerpo nunca fue identificado.

## Homenajes

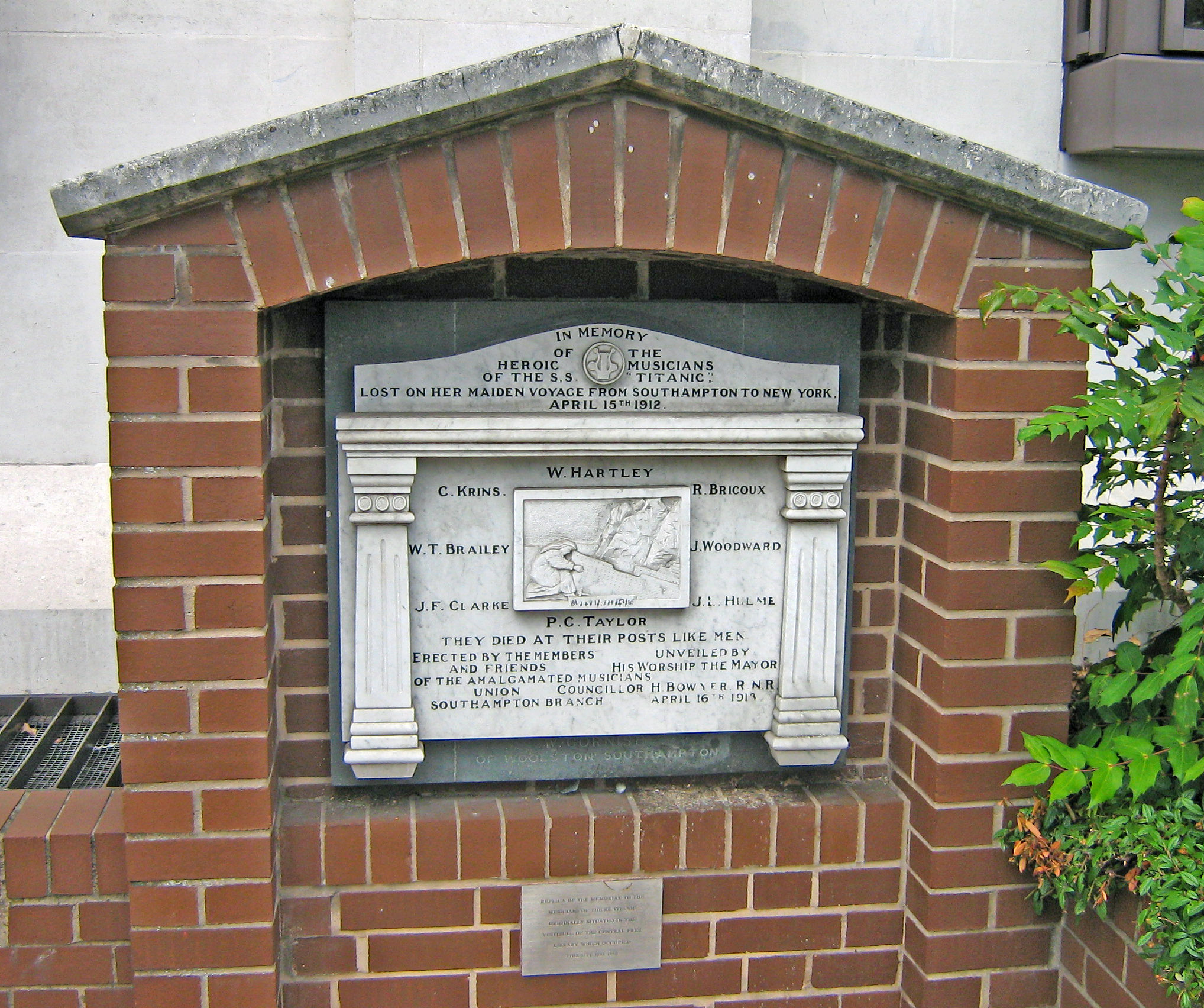
Memorial a los músicos del Titanic en Southampton.

En 1912, la ciudad de Lieja decidió erigir un monumento en memoria de Georges Krins ubicado en Saint-Jacques, pero debido a la Primera Guerra Mundial, el proyecto fue abandonado. No fue hasta 2002 que una placa conmemorativa fue fijada sobre la fachada del hotel Cardinal, 21 place Royale de Spa, el edificio donde vivió y trabajó el músico.
El nombre de Georges Krins figura también en el Memorial a los músicos del Titanic erigido en 1913 en Southampton.